# Seznam nosilcev viteškega križa železnega križa s hrastovimi listi, meči in diamanti
Seznam nosilcev viteškega križca železnega križca s hrastovimi listi, meči in diamanti.

## B
Hermann Balck - Albrecht Brandi - 

## D
Sepp Dietrich - 

## G
Adolf Galland - Gordon Gollob - Hermann Graf - Herbert Otto Gille - 

## H
Erich Hartmann - Hans Hube - 

## K
Albert Kesselring - 

## L
Helmut Lent - Wolfgang Luth -

## M
Hasso von Manteuffel - Hans-Joachim Marseille - Karl Mauss - Walther Model - Werner Mölders - 

## N
Walter Nowotny - 

## R
Gerhard Ramcke - Erwin Rommel - Hans-Ulrich Rudel - 

## S
Dietrich von Saucken - Wolfgang Schnaufer - Ferdinand Schörner - Adelbert Schulz - Hyazinth Strachwitz - 

## T
Theodor Tolsdorff - 